# Winfried Glatzeder
Franz Winfried Glatzeder (né le 26 avril 1945 à Sopot) est un acteur allemand.
Souvent surnommé dans les médias le « Belmondo de l'Est », Glatzeder commence sa carrière dans le cinéma est-allemand. Au début des années 1970, il obtient de grands rôles comme dans Le Temps des cigognes ou La Légende de Paul et Paula. Par ailleurs, il est présent dans des productions théâtrales.

## Biographie
Glatzeder est l'enfant unique d'une couturière et d'un représentant en habillement. Sa mère est d'origine juive, durant le Troisième Reich, elle cacha sa grand-mère pour lui éviter la déportation. Elle se marie en 1942, mais son époux meurt en 1944 dans un camp de prisonniers en URSS. Peu de temps après la naissance de Winfried, elle part dans un hôpital psychiatrique où elle tombe malade de la tuberculose et passe donc de nombreuses années dans des sanatoriums. Il est confié à ses grands-parents à Berlin. Son grand-père Gustav Adolf Werner, patron d'une entreprise dans le bâtiment, devient le bourgmestre de Berlin-Lichtenberg et Friedrichshain. Il grandit dans des conditions privilégiées et est confié lorsque ses grands-parents à un foyer pour enfants. À cinq ans, il rencontre pour la première fois sa mère qui reviendra dans sa famille lorsqu'il en aura dix.
Winfried Glatzeder découvre le théâtre à l'école. Glatzeder achève à la fin de la scolarité une formation de technicien en génie mécanique. Avec son camarade Wilfried Loll (de), il fonde une troupe. Glatzeder s'inscrit en 1965 à la Hochschule für Film und Fernsehen Konrad Wolf (de) de Babelsberg. Il a comme professeurs B. K. Tragelehn (de) et surtout Fritz Marquardt (de) que Glatzeder qualifie de père de substitution. Il a comme camarades Jaecki Schwarz, Thomas Brasch ou Jürgen Karl Klauß (de). Il joue durant ses études, notamment dans Comme il vous plaira adaptée par Heiner Müller qui se fait interdire pour obscénité. Par ailleurs, il fait beaucoup de petits rôles et de la figuration pour le cinéma et la télévision. Glatzeder met fin à ses études en 1969 avec une thèse sur les clowns chez Shakespeare.
De 1969 à 1971, Glatzeder est engagé au Hans Otto Theater (de), à Potsdam. Lors d'une représentation de Les Bas-fonds, il est découvert par Karl-Heinz Müller, qui le fait venir au Volksbühne Berlin. Il reste dans l'ensemble jusqu'en 1977.
Il se fait connaître en 1971 dans le rôle de Christian, jeune travailleur peu conventionnel, dans Le Temps des cigognes de Siegfried Kühn. Il met à profit son expérience de père - son second fils Robert Glatzeder (de) est né en 1971 - dans L'Homme qui remplaçait la grand-mère. Au-delà de la RDA, Glatzeder est connu pour son rôle de Paul dans le film culte La Légende de Paul et Paula, sorti en 1973. En 1977, Glatzeder se dispute lors des répétitions de Comme il vous plaira avec le metteur en scène Benno Besson qui le licencie du Volksbühne. En 1978, l'acteur obtient un contrat d'exclusivité avec la DEFA pour au moins un film par an. Il tourne la comédie Zünd an, es kommt die Feuerwehr (de) ; la suite de La Légende de Paul et Paula est rejetée. En 1980, il est présent au tournage de Die Kolonie réalisé par Horst E. Brandt (de), durant lequel il échappe à la vigilance de la Nationale Volksarmee.
La Stasi le surveille depuis les années 1960 et jusqu'en 1989. Glatzeder introduit en 1981 plusieurs demandes d'émigration, avant qu'il ne soit autorisé à partir en juillet 1982 et soit expatrié. En février 1981, Glatzeder dépose une demande de révocation de la citoyenneté de la RDA.

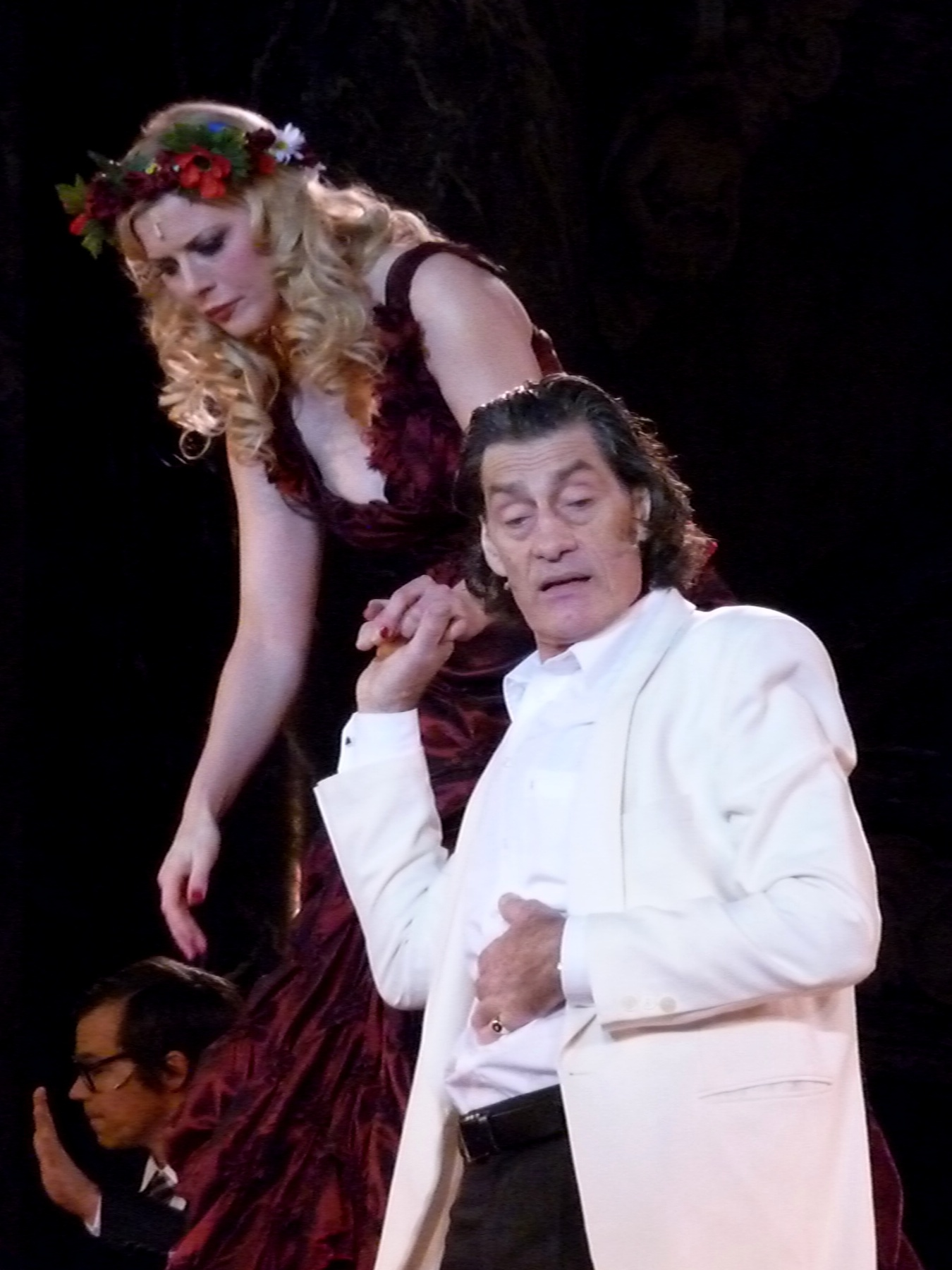
Eva Habermann et Winfried Glatzeder dans Jedermann en 2010.

En Allemagne de l'ouest, Winfried Glatzeder poursuit sa carrière d'abord de façon presque transparente. Il joue peu à peu de plus en plus dans des productions de cinéma et de télévision comme Vergeßt Mozart (1984) et Rosa Luxemburg (1986). Il entre au Schillertheater en 1983, bien qu'il devait y entrer aussitôt après son émigration. Il revient au théâtre en 1987 avec un contrat pour le Théâtre de Düsseldorf et reste dans l'ensemble jusqu'en 1995.
Glatzeder tourne de nouveau pour la DEFA en 1990, le film Tanz auf der Kippe réalisé par Jürgen Brauer (de). Après plusieurs apparitions dans des séries télévisées, y compris Inspecteur Derrick, il obtient en 1996 le rôle du commissaire Ernst Roiter dans Tatort. Il part en 1998, jugeant le rôle qu'on lui donne trop faible. Il apparaît dans de nombreux films, téléfilms et séries télévisées. Au cinéma, son rôle dans Sonnenallee devient une référence autant que pour Die Legende von Paul und Paula.
En 1997, il revient au théâtre pour jouer dans la pièce Pension Schöller (de) au Theater am Kurfürstendamm et qu'il jouera en tournée jusqu'en 2007. En 2008, 2010 et 2011, il reprend le rôle principal de Jedermann au Berliner Dom.
En 2008, il publie une autobiographie, Paul und ich. En janvier 2014, Glatzeder participe à la huitième saison de l'adaptation allemande de I'm a Celebrity... Get Me Out of Here! et finit cinquième sur les onze participants.

## Filmographie

### Cinéma
- 1967 : Ein Lord am Alexanderplatz (de)
- 1967 : Geschichten jener Nacht
- 1968 : Spur des Falken
- 1969 : Jungfer, Sie gefällt mir (de)
- 1969 : Dr. med. Sommer II (de)
- 1969 : Comment épouser un roi ? (Wie heiratet man einen König?)
- 1970 : Hart am Wind (de)
- 1970 : Chemins vers Lénine (Unterwegs zu Lenin)
- 1971 : Du und ich und Klein-Paris (de)
- 1971 : Le Temps des cigognes (Zeit der Störche)
- 1972 : Tecumseh
- 1972 : L'Homme qui remplaçait la grand-mère (Der Mann, der nach der Oma kam)
- 1972 : La Légende de Paul et Paula (Die Legende von Paul und Paula)
- 1973 : Das zweite Leben des Friedrich Wilhelm Georg Platow (de)
- 1975 : Till Eulenspiegel (de)
- 1976 : Nelken in Aspik
- 1977 : La Fuite (Die Flucht)
- 1977 : Trampen nach Norden (de)
- 1979 : Für Mord kein Beweis (de)
- 1979 : Le Prince des chats (Der Katzenprinz)
- 1979 : Zünd an, es kommt die Feuerwehr (de)
- 1980 : Johann Sebastian Bachs vergebliche Reise in den Ruhm
- 1980 : Asta, mein Engelchen
- 1981 : Die Kolonie
- 1984 : Didi – Der Doppelgänger (de)
- 1984 : Danger – Keine Zeit zum Sterben (de)
- 1984 : Vergeßt Mozart
- 1985 : Va Banque
- 1986 : Rosa Luxemburg
- 1989 : Tam Tam oder Wohin die Reise geht
- 1991 : Tote leben länger
- 1991 : Tandem
- 1991 : Tanz auf der Kippe
- 1991 : Zwischen Pankow und Zehlendorf (de)
- 1991 : Das Land hinter dem Regenbogen
- 1991 : Gossenkind
- 1998 : Die kaukasische Nacht
- 1999 : Sonnenallee
- 2001 : Pinky und der Millionenmops
- 2005 : Die Boxerin
- 2015 : Der letzte Sommer der Reichen : Boris
- 2017 : Les vieux espions vous saluent bien (Kundschafter des Friedens) de Robert Thalheim

### Télévision
- 1969 : Unbekannte Bürger
- 1970 : Junge Frau von 1914
- 1971 : Nachtasyl
- 1973 : Die sieben Affären der Doña Juanita
- 1974 : Heiße Spuren (de)
- 1976 : Auftrag für M & S
- 1976 : Das Untier von Samarkand
- 1979 : Hochzeitsreise
- 1979 : Der Menschenhasser
- 1980 : Yvonne
- 1980–1982 : Hotel Polan und seine Gäste
- 1982 : Der Kunstfehler
- 1984 : Bali
- 1984 : Gnadenlos
- 1984 : Haus Excelsior
- 1986 : Wasser für die Blumen
- 1986 : Was zu beweisen war
- 1986 : Die Katze läßt das Mausen nicht
- 1986 : Brücke am schwarzen Fluß
- 1987 : Schlüsselblumen
- 1989 : Lockvögel
- 1989 : Don Juan oder der steinerne Gast
- 1990 : Kleine Leute
- 1990 : Gefährliche Verführung
- 1991 : Tote Briefe
- 1997 : Pension Schöller
- 2004 : Freunde zum Essen
- 2007 : Hiver 1945 (Die Flucht)
- 2007 : La Légende du trésor englouti
- 2008 : Tischlein deck dich (de)

#### Séries télévisées
- 1975 : Polizeiruf 110 : Ein Fall ohne Zeugen
- 1977 : Polizeiruf 110 : Vermißt wird Peter Schnok
- 1985 : Hoffnungsspuren
- 1985 : Alles aus Liebe
- 1988 : Spielergeschichten
- 1988 : Rivalen der Rennbahn (de)
- 1989–1995 : Inspecteur Derrick (trois épisodes)
- 1990 : Spreepiraten (de)
- 1990 : Wenn du mich fragst…
- 1990 : Vincent Vincent
- 1990 : Ein Haus in der Toscana
- 1990 : Aventures à l'aéroport
- 1990 : Ron und Tanja (de)
- 1990 : Stocker und Stein
- 1991 : Edgar, Hüter der Moral
- 1992 : Sterne des Südens (de)
- 1993 : Happy Holiday
- 1995 : Der Mond scheint auch für Untermieter
- 1996 : Tatort : Tod im Jaguar
- 1996 : Tatort : Der Phönix Deal
- 1996 : Tatort : Buntes Wasser
- 1996 : Tatort : Krokodilswächter
- 1997 : Tatort : Mordsgeschäfte
- 1997 : Tatort : Eiskalt
- 1997 : Tatort : Schlüssel zum Mord
- 1997 : Tatort : Geld oder Leben
- 1997 : Das Geheimnis des Sagala (de)
- 1998 : Tatort : Blick in den Abgrund
- 1998 : Tatort : Der zweite Mann
- 1998 : Tatort : Berliner Weiße
- 1998 : Tatort : Ein Hauch von Hollywood
- 2000 : Die Wache (de)
- 2005 : Berlin, Berlin
- 2010–2012 : Charly la malice (de)
- 2013 : Geschichte Mitteldeutschlands
- 2019 : Dark: Ulrich Nielsen âgé